# Lancaster (Massachusetts)
Lancaster é uma vila localizada no condado de Worcester no estado estadounidense de Massachusetts. No Censo de 2010 tinha uma população de 8 055 habitantes e uma densidade populacional de 111 pessoas por km². É o povo natal da astrónoma Henrietta Swan Leavitt (1868-1921).

## Geografia
Lancaster encontra-se localizado nas coordenadas 42° 28′ 58″ N, 71° 40′ 32″ O. Segundo o Departamento do Censo dos Estados Unidos, Lancaster tem uma superfície total de 72.44 km², da qual 71.13 km² correspondem a terra firme e (1.81%) 1.31 km² é água.

## Demografia
Segundo o censo de 2010, tinha 8 055 pessoas residindo em Lancaster. A densidade populacional era de 111,19 hab./km². Dos 8 055 habitantes, Lancaster estava composto pelo 86.39% brancos, o 7.75% eram afroamericanos, o 0.09% eram amerindios, o 1,74% eram asiáticos, o 0% eram insulares do Pacífico, o 2.47% eram de outras raças e o 1,56% pertenciam a duas ou mais raças. Do total da população o 8.13% eram hispanos ou latinos de qualquer raça.